# Krilin
Kuririn (クリリン), Kulilin, Krillin, ili Krilin je jedan od glavnih likova u japanskoj mangi (stripu) i animi (crtanom serijalu) Zmajeva kugla, Zmajeva kugla Z i Zmajeva kugla GT. Njemu glas u japanskoj sinhronizaciji daje Majumi Tanaka, u engleskoj sinhronizaciji Soni Strejt i Teri Klasen (kad je odrastao) i Lori Stil (kad je mali), dok u srpskoj verziji njemu daje glas Dragan Vujić i Peđa Damjanović. Za njega se smatra da je jedan od najjačih ljudi na Zemlji (zajedno sa Jamačom  i Tenšinhanom).

### Opis
Krilin je Gokuov najbolji prijatelj. Njih dvojica su učili borilačke veštine kod Kornjačinog Vrača. On je predstavljen kao ćelav i jedan od najnižih boraca u Zmajevoj Kugli. Krilin obezbeđuje jednu određenu vrstu humora i uvek pokušava da "održi korak" sa Gokuom i protivnicima koji su mnogo jači od njega, ali od njega se ne može očekivati velika pomoć. U toku celog serijala Zmajeve kugle(zajedno sa Z i GT), Krilin gine pa jedanput u svakom serijalu. Nažalost, Krilin je mnogo slabiji od ostalih boraca koji nisu Zemljani i često dobija velike batine. Ostala je nepoznanica je li Krilin  Zemljanin ili ima vanzemaljsko poreklo, s obzirom da nema nos, mada mnogi likovi u Zmajevoj Kugli koji žive na Zemlji pokazuju abnormalne karakteristike, npr. Tenšinhan ima tri oka, Lanč svaki put kad kihne promeni crte lica, boju kose, boju očiju i karakter,Čaocu nikad ne odrasta i nema nos,baš kao i Krilin. Pošto se kasnije otkriva vanzemaljsko poreklo većine likova sa abnormalnim karakteristima iz ove anime(npr. da je Goku zapravo Sajonac, a Pikolo Namekuđin), može se pretpostaviti da ni Krilin, Tenšinhan i Lanč nisu poreklom Zemljani.
Krilin iako je snažan i veliki šaljivdžija, on ima problema sa ženama. U Android sagi on ima zadatak da uključi samouništavajući taster pri čemu će uništiti androide,ali on taj zadatak ne želi da izvrši. I gle čuda, on se zaljubljuje u Androida #18 sa kojom kasnije ima ćerku Maron.

### Značenje imena
Kao i većina likova iz Zmajeve kugle, i Krilinovo ime ima neko značenje. Njegovo ime se sastoji iz dva dela. Prvi deo kuri predstavlja lešnik što se može zaključiti na osnovu njegove glave, a drugi deo potiče od Shōrin što u prevodu znači Šaolin monah.

### Istorija
Krilin je trenirao zajedno sa Gokuom kod Kornjačinog Vrača pripremajući se za 21. Turnir borilačkih veština (21st Tenka'ichi Budôkai).Na turniru se dobro bori i uspeva da uđe u četvrt-finale gde se sastaju 8 najboljih boraca na svetu. Poražen je u polu-finalu od Džeki Čena.
Posle turnira on nastavlja da trenira kod Kornjačinog Vrača, ovaj put zajedno sa Jamačom. On se bori na novom turniru (22.Turnir borilačkih vrština),gde ponovo dospeva do polu-finala, ali ovaj put gubi od svog najboljeg prijatelja Gokua. Posle turnira njega ubija Tamburin, sluga Demonskog kralja Pikola, koji je želeo da ubije sve najbolje borce na svetu kako Pikolo ne bi bio izazvan na meč. Krilin je kasnije oživljen pomoću Zmajevih kugli.
Na početku Zmajeve kugle Z on je jedan od glavnih i ključnih likova, i on ima zadatak zajedno sa Jamačom, Gohanom, Pikolom, Tenšinhanom i Čaosom da se bori protiv Sajonaca.On zatim odlazi na planetu Namek zajedno sa Bulmom i Gohanom u nadi da će naći Zmajeve kugle sa te planete. Tamo dobija nove moći i bori se zajedno sa Gokuom protiv Frize. On dolazi u situaciju da razmišlja kako je slab i kako ne može ništa da učini kako bi pomogao svojim prijateljima. Krilin će se boriti sa Frizom kako bi kupio vreme za svoje saborce i u jednom trenutku čak uspeva da se odupre Frizinim napadima i da dokaže da postoji još jakih ljudi u univerzumu.
Krilin od svih likova u svim serijalima Zmajeve kugle najviše puta gine. To se dešava čak 6 puta.

### Napadi
Double Tsuihikidan
Krilin ispaljuje prividno slabe talas iz svojih ruku i navodi ih na protivnika. Taj potez je prvi put iskoristio na 23. Turniru borilačkin veština protiv Pikola. Relativno slab napad.
Kakusandan
Krilin ispaljuje talas iz svojih ruku. On podiže taj talas u vis pri čemu ga razdvaja na dva dela i velikom brzinom obrušava na protivnika. Krilin je iskoristio ovu tehniku da ubije Saibamene kada su Vegeta i Napa stigli na Zemlju.
Kamehameha
Moćan energetski talas koji može da koristi samo u osnovnoj formi.
Kienzan
Krilinov najmoćnija napad. To je razoran oštri energetski disk koji može bez problema da saseče protivnika. Krilin je sposoban da kreira više takvih diskova odjednom. Taj napad se zove Destructo Disc (Uništavajući talas) u Engleskoj sinhronizaciji. Još neki borci mogu da iskoriste taj napad: Goku, Android 18, Vegeta i Friza.
Taiyoken
Krilin stvara zaslepljujući bljesak koji onemogućava protivniku da vidi neko vreme. Ovaj napada Krilin najčešće koristi kada želi da pobegne od neprijatelja. Ovaj napad se još zove i Solar Flare (u Engleskoj verziji).
Zanzo-ken
Krilin se kreće veoma brzo na kratkim distancama, tako brzo da ga je nemoguće videti. To se može predstaviti kao mini-teleport. Takođe se još i zove After-Image technique (u Engleskoj sinhronizaciji) i u video igrama u Velikoj Britaniji.

### Filmovi Zmajeva kugla
Krilin se pojavljuje u sledećim filmovima i specijalima:
- Sleeping Princess in Devil's Castle
- Mystical Adventure
- Dead Zone
- The World's Strongest
- The Tree of Might
- Lord Slug
- Cooler's Revenge
- Return of Cooler
- Super Android 13!
- Broly: The Legendary Super Saiyan
- Bojack Unbound
- Broly: The Second Coming
- Bio-Broly
- Dragonfist Explosion
- The History of Trunks
- Plan to Eradicate the Saiyans